# Konstantinos Triantafyllopoulos
Konstantinos Triantafyllopoulos (Grieks: Κωνσταντίνος Τριανταφυλλόπουλος; Korinthe, 3 april 1993) is een Grieks voetballer die doorgaans speelt als centrale verdediger. In juli 2024 verruilde hij Górnik Zabrze voor Asteras Tripolis.

## Spelerscarrière
Triantafyllopoulos doorliep de jeugdopleiding van Panathinaikos tussen 2007 en 2012. In 2012 werd hij doorgeschoven naar het eerste elftal van de Griekse club. Zijn debuut maakte de verdediger op 30 september 2012. Op die dag werd met 0–0 gelijkgespeeld tegen Asteras Tripolis en Triantafyllopoulos speelde het gehele duel mee. Op 9 februari 2014 maakte de centrumverdediger zijn eerste doelpunt in de hoofdmacht van Panathinaikos, toen met 2–1 werd gewonnen van PAOK Saloniki. Op aangeven van Nano, die zelf de 2–0 voor zijn rekening nam, opende Triantafyllopoulos de score. In januari 2016 ging hij naar Asteras Tripolis. Drie seizoenen later liep zijn contract af en hierop tekende Triantafyllopoulos een contract voor de duur van twee jaar bij Pogoń Szczecin. Medio 2023 stapte de Griek transfervrij over naar Górnik Zabrze, waar hij voor twee jaar tekende. Toch vertrok hij na een jaar al, toen hij terugkeerde bij Asteras Tripolis.

## Clubstatistieken
| Seizoen | Club             | Competitie   | Competitie | Competitie | Beker | Beker | Internationaal | Internationaal | Totaal | Totaal |
| Seizoen | Club             | Competitie   | Wed.       | Dlp.       | Wed.  | Dlp.  | Wed.           | Dlp.           | Wed.   | Dlp.   |
| ------- | ---------------- | ------------ | ---------- | ---------- | ----- | ----- | -------------- | -------------- | ------ | ------ |
| 2012/13 | Panathinaikos    | Super League | 16         | 0          | 3     | 0     | 2              | 0              | 21     | 0      |
| 2013/14 | Panathinaikos    | Super League | 31         | 1          | 8     | 0     | —              | —              | 39     | 1      |
| 2014/15 | Panathinaikos    | Super League | 22         | 1          | 5     | 0     | 9              | 0              | 36     | 1      |
| 2015/16 | Panathinaikos    | Super League | 4          | 0          | 2     | 0     | 2              | 0              | 8      | 0      |
| 2015/16 | Asteras Tripolis | Super League | 1          | 0          | 1     | 0     | —              | —              | 2      | 0      |
| 2016/17 | Asteras Tripolis | Super League | 5          | 0          | 0     | 0     | —              | —              | 5      | 0      |
| 2017/18 | Asteras Tripolis | Super League | 29         | 0          | 4     | 1     | —              | —              | 33     | 1      |
| 2018/19 | Asteras Tripolis | Super League | 25         | 0          | 8     | 0     | 2              | 0              | 35     | 0      |
| 2019/20 | Pogoń Szczecin   | Ekstraklasa  | 32         | 1          | 1     | 0     | —              | —              | 33     | 1      |
| 2020/21 | Pogoń Szczecin   | Ekstraklasa  | 17         | 1          | 2     | 0     | —              | —              | 19     | 1      |
| 2021/22 | Pogoń Szczecin   | Ekstraklasa  | 30         | 3          | 1     | 0     | 2              | 0              | 33     | 3      |
| 2022/23 | Pogoń Szczecin   | Ekstraklasa  | 23         | 0          | 1     | 0     | 2              | 0              | 26     | 0      |
| 2023/24 | Górnik Zabrze    | Ekstraklasa  | 10         | 0          | 2     | 0     | —              | —              | 12     | 0      |
| 2024/25 | Asteras Tripolis | Super League | 0          | 0          | 0     | 0     | —              | —              | 0      | 0      |
| Totaal  | Totaal           | Totaal       | 245        | 7          | 38    | 1     | 19             | 0              | 302    | 7      |

Bijgewerkt op 21 juli 2024.

## Erelijst
| Kupello Elladas | 1 | 2013/14 |